# لي آن ووماك
لي آن ووماك (بالإنجليزية: Lee Ann Womack)‏ هي كاتبة أغاني ومغنية وعازفة قيثارة أمريكية، ولدت في 19 أغسطس 1966 في جاكسونفيل في الولايات المتحدة.

## وصلات خارجية
- الموقع الرسمي
- لي آن ووماك على موقع IMDb (الإنجليزية)
- لي آن ووماك على موقع ميوزك برينز (الإنجليزية)
- لي آن ووماك على موقع رولينغ ستون (الإنجليزية)
- لي آن ووماك على موقع إن إن دي بي (الإنجليزية)
- لي آن ووماك على موقع أول ميوزيك (الإنجليزية)
- لي آن ووماك على موقع ديسكوغز (الإنجليزية)
- لي آن ووماك على موقع قاعدة بيانات الفيلم (الإنجليزية)